# IC 542
IC 542 је спирална галаксија у сазвјежђу Хидра која се налази на листи објеката дубоког неба у Индекс каталогу.
Деклинација објекта је - 13° 10' 52" а ректасцензија 9h 31m 6,2s. Привидна величина (магнитуда) објекта IC 542 износи 13,9 а фотографска магнитуда 14,8. IC 542 је још познат и под ознакама MCG -2-24-31, IRAS 09286-1257, PGC 27012.